# Kvalifikacije za Svjetsko prvenstvo u nogometu 1934.
Svjetsko prvenstvo u nogometu 1934. godine u Italiji bilo je prvo svjetsko prvenstvo na kojemu su bile potrebne kvalifikacije, jer je za prvo SP u Urugvaju 1930. pozivnice dijelila FIFA. Ovoga puta ukupno su se 32 momčadi prijavile, pa je FIFA bila primorana organizirati kvalifikacijske utakmice s ciljem smanjenja broja sudionica momčadi na završnom turniru na predviđenih šesnaest. Čak se i domaćin Italija morala kvalificirati, a branitelj naslova Urugvaj odbio je nastupiti na europskom tlu u znak osvete Europljanima koji su masovno odbijali putovati u Urugvaj na prvo svjetsko prvenstvo.
32 momčadi podijeljeno je u dvanaest skupina, a FIFA je uzimala u obzir i države koje nisu u Europi, te je stvorila skupine u kojima su se sučeljavale isključivo momčadi s istoga kontinenta ili istoga geografskoga područja:
- Skupine od 1 do 8 – Europa: 12 slobodnih mjesta, 21 momčad se natječe.
- Skupine 9 i 10 – Južna Amerika: 2 slobodna mjesta, 4 momčadi se natječe.
- Skupina 11 – Sjeverna, Srednja Amerika i Karibi: 1 slobodno mjesto, 4 momčadi se natječu.
- Skupina 12 – Afrika i Azija: 1 slobodno mjesto, 3 momčadi se natječu (uključujući Tursku).

27 momčadi odigrale su barem jednu kvalifikacijsku utakmicu. Odigrano je 27 utakmica u kojima je postignut 141 gol (5.22 po utakmici).
Ispod su navedene sve utakmice i kvalifikacijska kola.

## Skupine
Skupine su imale različita pravila:
- Skupina 1 ima tri momčadi. Momčadi igraju svaka sa sobom jednom. Pobjednik skupine se kvalificira.
- Skupine 2, 3 i 5 imaju po dvije momčadi. Momčadi igraju dvaput međusobno po sustavu domaćinstvo-gostovanje. Pobjednik skupine se kvalificira.
- Skupina 4 ima tri momčadi. Momčadi igraju međusobno dvaput. Kvalificiraju se prve dvije momčadi dok treća otpada.
- Skupine 6, 7 i 8 imaju po tri momčadi. Svaka momčad igra sa svakom jednom. Pobjednici skupina i drugoplasirani kvalificiraju se, posljednji otpada.
- Skupine 9 i 10 sastoje se od po dvije momčadi. Pobjednici skupine kvalificiraju se.
- Skupina 11 ima četiri momčadi. Igraju se tri kola:
  - Prvo kolo: Haiti ugošćuje Kubu u sve tri utakmice. Ukupni pobjednik napreduje u drugo kolo.
  - Drugo kolo: Meksiko ugošćuje pobjednika prvoga kola u sve tri utakmice. Pobjednik napreduje u posljednje kolo.
  - Posljednje kolo: SAD igra jednu utakmicu protiv pobjednika drugoga kola na neutralnome terenu. Pobjednik te utakmimce kvalificira se na Svjetsko prvenstvo.
- Grupa 12 ima tri momčadi. Nakon što su se Turci povukli i prije početka kvalifikacija, preostale dvije momčadi odigrale su dvije utakmice po sustavu domaćinstvo-gostovanje. Pobjednik se kvalificira.

### Skupina 1
11. lipnja 1933.: Stockholm, Švedska – Švedska 6 - 2 Estonija
29. lipnja 1933.: Kaunas, Litva – Litva 0 - 2 Švedska
Estonci i Litvanci nisu igrali jer su oboje izgubili sve šanse za kvalificiranje.
| Pozicija | Momčad   | Bodovi | Odigrano | Pobjeda | Neriješeno | Poraz | Postignuti pogodci | Primljeni pogodci |
| -------- | -------- | ------ | -------- | ------- | ---------- | ----- | ------------------ | ----------------- |
| 1        | Švedska  | 4      | 2        | 2       | 0          | 0     | 8                  | 2                 |
| 2        | Litva    | 0      | 1        | 0       | 0          | 1     | 0                  | 2                 |
| 3        | Estonija | 0      | 1        | 0       | 0          | 1     | 2                  | 6                 |

Švedska se kvalificirala.

### Skupina 2
11. ožujka 1934.: Madrid, Španjolska – Španjolska 9 - 0 Portugal
18. ožujka 1934.: Lisabon, Portugal – Portugal 1 - 2 Španjolska
| Pozicija | Momčad     | Bodovi | Odigrano | Pobjeda | Neriješeno | Poraz | Postignuti pogodci | Primljeni pogodci |
| -------- | ---------- | ------ | -------- | ------- | ---------- | ----- | ------------------ | ----------------- |
| 1        | Španjolska | 4      | 2        | 2       | 0          | 0     | 11                 | 1                 |
| 2        | Portugal   | 0      | 2        | 0       | 0          | 2     | 1                  | 11                |

Španjolska se kvalificirala.

### Skupina 3
25. ožujka 1934.: Milano, Italija – Italija 4 - 0 Grčka
Grčka se nakon prvoga poraza povukla, stoga uzvratna utakmica nije niti odigrana.
Italija se kvalificirala.

### Skupina 4
25. ožujka 1934.: Sofija, Bugarska – Bugarska 1 - 4 Mađarska
25. travnja 1934.: Beč, Austrija – Austrija 6 - 1 Bugarska
28. travnja 1934.: Budimpešta, Mađarska – Mađarska 4 - 1 Bugarska
Bugarska se povukla, stoga preostale dvije utakmice između Mađarske i Austrije nisu odigrane, jer su obje momčadi već osigurale prva dva mjesta.
| Pozicija | Momčad   | Bodovi | Odigrano | Pobjeda | Neriješeno | Poraz | Postignuti pogodci | Primljeni pogodci |
| -------- | -------- | ------ | -------- | ------- | ---------- | ----- | ------------------ | ----------------- |
| 1        | Mađarska | 4      | 2        | 2       | 0          | 0     | 8                  | 2                 |
| 2        | Austrija | 2      | 1        | 1       | 0          | 0     | 6                  | 1                 |
| 3        | Bugarska | 0      | 3        | 0       | 0          | 3     | 3                  | 14                |

Mađarska i Austrija su se kvalificirale.

### Skupina 5
15. listopada 1933.: Varšava, Poljska – Poljska 1 - 2 Čehoslovačka
15. travnja 1934.: Prag, Čehoslovačka – Čehoslovačka 2 - 0 Poljska
FIFA je dodijelila pobjedu Čehoslovačkoj pobjedu od 2-0 jer se Poljaci nisu pojavili na utakmici, a već su i obznanili da će se povući.
| Pozicija | Momčad       | Bodovi | Odigrano | Pobjeda | Neriješeno | Poraz | Postignuti pogodci | Primljeni pogodci |
| -------- | ------------ | ------ | -------- | ------- | ---------- | ----- | ------------------ | ----------------- |
| 1        | Čehoslovačka | 4      | 2        | 2       | 0          | 0     | 4                  | 1                 |
| 2        | Poljska      | 0      | 2        | 0       | 0          | 2     | 1                  | 4                 |

Čehoslovačka se kvalificirala.

### Skupina 6
24. rujna 1933.: Beograd – Jugoslavija – Jugoslavija 2 - 2 Švicarska
29. listopada 1933.: Bern, Švicarska – Švicarska 2 - 0 Rumunjska
Utakmica je završila 2-2, no FIFA je dodijelila pobjedu Švicarskoj od 2-0 zbog toga što su Rumunji igrali s igračem kojemu nije bilo dozvoljeno nastupiti.
29. travnja, 1934.: Bukurešt, Rumunjska – Rumunjska 2 - 1 Jugoslavija
| Pozicija | Momčad      | Bodovi | Odigrano | Pobjeda | Neriješeno | Poraz | Postignuti pogodci | Primljeni pogodci |
| -------- | ----------- | ------ | -------- | ------- | ---------- | ----- | ------------------ | ----------------- |
| 1        | Švicarska   | 3      | 2        | 1       | 1          | 0     | 4                  | 2                 |
| 2        | Rumunjska   | 2      | 2        | 1       | 0          | 1     | 2                  | 3                 |
| 3        | Jugoslavija | 1      | 2        | 0       | 1          | 1     | 3                  | 4                 |

Švicarska i Rumunjska su se kvalificirale.

### Skupina 7
25. veljače 1934.: Dublin, Irska – Irska 4 - 4 Belgija
8. travnja 1934.: Amsterdam, Nizozemska – Nizozemska 5 - 2 Irska
29. travnja 1934.: Antwerp, Belgija – Belgija 2 - 4 Nizozemska
| Pozicija | Momčad     | Bodovi | Odigrano | Pobjeda | Neriješeno | Poraz | Postignuti pogodci | Primljeni pogodci |
| -------- | ---------- | ------ | -------- | ------- | ---------- | ----- | ------------------ | ----------------- |
| 1        | Nizozemska | 4      | 2        | 2       | 0          | 0     | 9                  | 4                 |
| 2        | Belgija    | 1      | 2        | 0       | 1          | 1     | 6                  | 8                 |
| 3        | Irska      | 1      | 2        | 0       | 1          | 1     | 6                  | 9                 |

Nizozemska i Belgija su se kvalificirale (Belgija je bolje rangirana od Irske zbog bolje gol-razlike).

### Skupina 8
11. ožujka 1934.: Luxembourg, Luksemburg – Luksemburg 1 - 9 Njemačka
13. travnja 1934.: Luxembourg, Luksemburg – Luksemburg 1 - 6 Francuska
Njemačka i Francuska nisu odigrali svoju utakmicu jer su se obje momčadi već kvalificirale.
| Pozicija | Momčad     | Bodovi | Odigrano | Pobjeda | Neriješeno | Poraz | Postignuti pogodci | Primljeni pogodci |
| -------- | ---------- | ------ | -------- | ------- | ---------- | ----- | ------------------ | ----------------- |
| 1        | Njemačka   | 2      | 1        | 1       | 0          | 0     | 9                  | 1                 |
| 2        | Francuska  | 2      | 1        | 1       | 0          | 0     | 6                  | 1                 |
| 3        | Luksemburg | 0      | 2        | 0       | 0          | 2     | 2                  | 15                |

Njemačka i Francuska su se kvalificirale.

### Skupina 9
Peru se povukao, pa se Brazil automatski kvalificirao.

### Skupina 10
Čile se povukao, pa se Argentina automatski kvalificirala.

### Skupina 11

#### Prvo kolo
28. siječnja 1934.: Port au Prince, Haiti – Haiti 1 - 3 Kuba
1. veljače 1934.: Port au Prince, Haiti – Haiti 1 - 1 Kuba
4. veljače 1934.: Port au Prince, Haiti – Haiti 0 - 6 Kuba
| Pozicija | Momčad | Bodovi | Odigrano | Pobjeda | Neriješeno | Poraz | Postignuti pogodci | Primljeni pogodci |
| -------- | ------ | ------ | -------- | ------- | ---------- | ----- | ------------------ | ----------------- |
| 1        | Kuba   | 5      | 3        | 2       | 1          | 0     | 10                 | 2                 |
| 2        | Haiti  | 1      | 3        | 0       | 1          | 2     | 2                  | 10                |

Kuba je prošla u drugo kolo.

#### Drugo kolo
4. ožujka 1934.: Ciudad de México, Meksiko – Meksiko 3 - 2 Kuba
11. ožujka 1934.: Ciudad de México, Meksiko – Meksiko 5 - 0 Kuba
18. ožujka 1934.: Ciudad de México, Meksiko – Meksiko 4 - 1 Kuba
| Pozicija | Momčad  | Bodovi | Odigrano | Pobjeda | Neriješeno | Poraz | Postignuti pogodci | Primljeni pogodci |
| -------- | ------- | ------ | -------- | ------- | ---------- | ----- | ------------------ | ----------------- |
| 1        | Meksiko | 6      | 3        | 3       | 0          | 0     | 12                 | 3                 |
| 2        | Kuba    | 0      | 3        | 0       | 0          | 3     | 3                  | 12                |

Meksiko je prošao u završno kolo.

#### Završno kolo
24. svibnja 1934.: Rim, Italija – SAD 4 - 2 Meksiko
SAD se kvalificirao.

### Skupina 12
Turska se povukla prije početka kvalifikacija.
16. ožujka 1934.: Kairo, Egipat – Egipat 7 - 1 Palestina
6. travnja 1934.: Tel Aviv, Palestina 1 - 4 Egipat
| Pozicija | Momčad    | Bodovi | Odigrano | Pobjeda | Neriješeno | Poraz | Postignuti pogodci | Primljeni pogodci |
| -------- | --------- | ------ | -------- | ------- | ---------- | ----- | ------------------ | ----------------- |
| 1        | Egipat    | 4      | 2        | 2       | 0          | 0     | 11                 | 2                 |
| 2        | Palestina | 0      | 2        | 0       | 0          | 2     | 2                  | 11                |

Egipat se kvalificirao.

## Kvalificirane momčadi
| Momčad       | Nastupa na završnom turniru | Niz nastupa na završnom turniru | Posljednji nastup |
| ------------ | --------------------------- | ------------------------------- | ----------------- |
| Argentina    | 2                           | 2                               | 1930.             |
| Austrija     | 1                           | 1                               | -                 |
| Belgija      | 2                           | 2                               | 1930.             |
| Brazil       | 2                           | 2                               | 1930.             |
| Ćehoslovačka | 1                           | 1                               | -                 |
| Egipat       | 1                           | 1                               | -                 |
| Francuska    | 2                           | 2                               | 1930.             |
| Njemačka     | 1                           | 1                               | -                 |
| Mađarska     | 1                           | 1                               | -                 |
| Italija      | 1                           | 1                               | -                 |
| Nizozemska   | 1                           | 1                               | -                 |
| Rumunjska    | 2                           | 2                               | 1930.             |
| Španjolska   | 1                           | 1                               | -                 |
| Švedska      | 1                           | 1                               | -                 |
| Švicarska    | 1                           | 1                               | -                 |
| SAD          | 2                           | 2                               | 1930.             |

## Zanimljivosti
- Utakmica koja je odlučivala o posljednjem, šesnaestom sudioniku, završnoga turnira, odigrala se između Meksika i SAD-a samo tri dana prije početka turnira. Razlog je bilo kašnjenje američke prijave za kvalifikacije u turniru.

## Vanjske poveznice
- Podatci s FIFA-ine službene stranice o svjetskim prvenstvima  Arhivirana inačica izvorne stranice od 12. ožujka 2007. (Wayback Machine)
- RSSSF – Kvalifikacije za svjetsko prvenstvo u nogometu – Italija 1934.